# جون فوربس هوغن
جون فوربس هوغن (بالإنجليزية: John Forbes Hogan)‏ هو مهندس معماري أمريكي، (ولد في بوتكيت في الولايات المتحدة 1894 – 1967 م).